# خانه سید روح‌الله خمینی (جماران)
خانه سید روح‌الله خمینی در کنار حسینیه جماران واقع در خیابان شهید دکتر باهنر واقع شده‌است و، به‌عنوان یکی از آثار ملی ایران به ثبت رسیده است.
این منزل در منطقه‌ای کوهپایه‌ای با آب و هوای معتدل و مرطوب در دامنه کوه‌های البرز در ارتفاع ۱۷۰۰ متر از سطح دریا واقع شده است. این منزل در محله جماران و از شمال به کوه‌های البرز، از جنوب به خیابان شهید باهنر (نیاوران)، از غرب به خیابان یاسر و از شرق به خیابان جماران محدود است. این منزل با شیب ۱۰ و به علت چند اشکوبه بودن در طبقه بالا چشم‌انداز خوبی به شهر تهران دارد. حسینیه جماران واقع در میدان قدس، خیابان شهید دکتر باهنر (نیاوران)، خیابان یاسر، کوچه حسنی‌کیا است.
برخی با توجه به گفته‌ها، تصاویر و شرح‌های موجود دربارهٔ محل زندگی روح‌الله خمینی، این خانه را محل ملاقات‌های رسمی می‌دانند. در مورد محل زندگی روح‌الله خمینی، چندین نفر به باغ خسروشاهی در همان محل اشاره می‌کنند، از جمله هاشمی رفسنجانی که می‌گوید: «زمانی هم که  [خمینی] به تهران آمدند، خانه‌ای که ما به آنجا می‌رفتیم و شما دیدید. بله، به همین شکل ساده بود. اما وقتی به دو طرف این خانه نگاه می‌کنید، دو باغ بزرگ می‌بینید. یکی از این باغ‌ها، متعلق به خسروشاهی بود که ۱۴هزار متر وسعت و سه چهار قنات آب دارد. در این باغ چند ساختمان وجود دارد که امام با توصیه پزشکان (به خاطر ناراحتی قلبی که داشتند) به یکی از ساختمان‌ها که قدیمی بود، رفتند.» همچنین به گفته هاشمی، باغ دومی، باغ سزاوار بوده است که درخت‌های بسیار زیاد، استخر و امکانات دیگری هم داشته که یکی از درب‌های آن به خانه روح‌الله خمینی راه داشته است. در این باغ دوم، پناهگاهی برای روح‌الله خمینی ساخته شده‌بود تا اگر بمباران صورت گرفت، خمینی به آنجا پناه ببرد. اگرچه در تصاویر رسمی از «خانه امام» هیچ نشانی به باغ‌های خسروشاهی و سزاوار نیست، اما در برخی تصاویر و فیلم‌های معدودی که از زندگی شخصی روح‌الله خمینی منتشر شده است، وی با لباس خانگی در حال قدم زدن در یک باغ بزرگ دیده می‌شود.
فرزندش سید احمد خمینی دربارهٔ دیدگاه و سبک زندگی وی نقل کرده است که: «روزی از برادران سپاه مستقر در بیت امام درخواست کردم جلوی ایوان بیت را یک نرده‌ای نصب کنند. وقتی برادران مشغول این کار شدند امام وارد شده، فرمودند: «احمد، چه کار می‌کنی؟» عرض کردم برای حفاظت جان علی (فرزندم) که خدای نکرده به پایین پرت نشود، از برادران خواسته‌ام نرده ای جلوی ایوان نصب کنند و این کار مرسومی در همهٔ خانه هاست. حضرت امام فرمودند: «شیطان از همین‌جا سراغ آدم می‌آید، اول به انسان می‌گوید منزل شما احتیاج به نرده دارد، بعد می‌گوید رنگ می‌خواهد، سپس می‌گوید این خانه کوچک است و در شأن شما نیست و خانهٔ بزرگتر می‌خواهید و آرام آرام انسان در دام شیطان می‌افتد.»

## دیدار با ادوارد شواردنادزه
سید روح‌الله خمینی در همین منزل ادوارد شواردنادزه وزیر امور خارجه شوروی را به حضور پذیرفت. این دیدار پس از ارسال نامه مهم سید روح‌الله خمینی به شوروی بود که در آن نوشت «از این پس کمونیسم را باید در موزه‌های تاریخ سیاسی جهان جستجو کرد». وزیر خارجه شوروی در ۷ اسفند ۱۳۶۷ برای ارایه پاسخ شوروی به ایران آمد.
سید روح‌الله خمینی در این دیدار با بی اعتنایی با وی برخورد کرد. اصغر فردی که با نادزه سخن گفته است روایت او از منزل سید روح‌الله خمینی را چنین نقل می‌کند:
 تمام دنیا حیران آن مرد بود و من بارها شاهد بودم که سیاستمداران غربی گرچه در ظاهر از او اظهار نفرت و ناخشنودی می‌کنند ولی در خلوات و درون خود احترامی شگفت به او قائلند و بارها شاهد اعتراف خیلی‌ها در بارة عظمت این مرد بودم … حیرت من از ورود به یک کوچة تنگ و باریک شروع شد. در ماشین منتظر بودم که این گوچة تنگ به باغی بزرگ مشابه باغ‌های سر مسیر منتهی شود و این مرد بزرگ و رهبر ایران را در یک سراسرائی مجلل ببینم. هیچ‌کس نمی‌تواند تعجب و حیرت مرا درک کند. وارد حیاط که شدم از شوک عرق کردم. به اطاقی کوچک شاید ۴×۳ وراد شدیم.